# Kettenkomplex
Ein (Ko-)Kettenkomplex in der Mathematik ist eine Folge von abelschen Gruppen oder {\displaystyle R}-Moduln oder – noch allgemeiner – Objekten in einer abelschen Kategorie, die durch Abbildungen kettenartig verknüpft sind.

## Definition

### Kettenkomplex
Ein Kettenkomplex besteht aus einer Folge
{\displaystyle C_{n},\,n\in \mathbb {Z} }
von {\displaystyle R}-Moduln (abelschen Gruppen, Objekten einer abelschen Kategorie A) und
einer Folge
{\displaystyle d_{n}\colon C_{n}\rightarrow C_{n-1}}
von {\displaystyle R}-Modul-Homomorphismen (Gruppenhomomorphismen, Morphismen in A), so dass
{\displaystyle d_{n}\circ d_{n+1}=0}
für alle n gilt. Der Operator {\displaystyle \mathrm {d} _{n}} heißt Randoperator. Elemente von {\displaystyle C_{n}} heißen n-Ketten.
Elemente von
{\displaystyle Z_{n}(C,d):=\ker d_{n}\subseteq C_{n}} bzw. {\displaystyle B_{n}(C,d):=\mathop {\operatorname {im} } d_{n+1}\subseteq C_{n}}
heißen n-Zykel bzw. n-Ränder. Aufgrund der Bedingung {\displaystyle d_{n}d_{n+1}=0} ist jeder Rand ein Zykel. Der Quotient
{\displaystyle H_{n}(C,d):=Z_{n}(C,d)/B_{n}(C,d)}
heißt n-te Homologiegruppe (Homologieobjekt) von {\displaystyle (C,d)}, ihre Elemente heißen Homologieklassen. Zykel, die in derselben Homologieklasse liegen, heißen homolog.

### Kokettenkomplex
Ein Kokettenkomplex besteht aus einer Folge
{\displaystyle C^{n},\,n\in \mathbb {Z} }
von {\displaystyle R}-Moduln (abelschen Gruppen, Objekten einer abelschen Kategorie A) und
einer Folge
{\displaystyle d^{n}\colon C^{n}\rightarrow C^{n+1}}
von {\displaystyle R}-Modul-Homomorphismen (Gruppenhomomorphismen, Morphismen in A), so dass
{\displaystyle d^{n}\circ d^{n-1}=0}
für alle n gilt. Elemente von {\displaystyle C^{n}} heißen n-Koketten.
Elemente von
{\displaystyle Z^{n}:=\ker d^{n}\subseteq C^{n}} bzw. {\displaystyle B^{n}:=\operatorname {im} d^{n-1}\subseteq C^{n}}
heißen n-Kozykel bzw. n-Koränder. Aufgrund der Bedingung {\displaystyle d^{n}d^{n-1}=0} ist jeder Korand ein Kozykel. Der Quotient
{\displaystyle H^{n}(C,d):=Z^{n}(C,d)/B^{n}(C,d)}
heißt n-te Kohomologiegruppe (Kohomologieobjekt) von {\displaystyle (C,d)}, ihre Elemente Kohomologieklassen. Kozykel, die in derselben Kohomologieklasse liegen, heißen kohomolog.

### Doppelkomplex

Ein Doppelkomplex

Ein Doppelkomplex  {\displaystyle D_{**}}  in der abelschen Kategorie A ist im Wesentlichen ein Kettenkomplex in der abelschen Kategorie der Kettenkomplexe in A. Etwas genauer besteht  {\displaystyle D_{**}}  aus Objekten
{\displaystyle D_{p,q}\in \operatorname {ob} A\,,\quad p,q\in \mathbb {Z} }
zusammen mit Morphismen
{\displaystyle D_{p,q}{\xrightarrow {d}}D_{p-1,q}}   und   {\displaystyle D_{p,q}{\xrightarrow {d'}}D_{p,q-1}\quad \forall \,p,q\in \mathbb {Z} }
die die folgenden drei Bedingungen erfüllen:
{\displaystyle d\circ d=0\quad d'\circ d'=0\quad d\circ d'+d'\circ d=0\,.}
Der Totalkomplex  {\displaystyle \operatorname {Tot} (D)_{*}}  des Doppelkomplex  {\displaystyle D_{**}}  ist der Kettenkomplex gegeben durch
{\displaystyle \operatorname {Tot} (D)_{n}=\bigoplus _{p+q=n}D_{p,q}}
mit der folgenden Randabbildung: für  {\displaystyle x\in D_{p,q}}  mit  {\displaystyle p+q=n}  ist
{\displaystyle d_{n}(x)=d(x)+d'(x)\in D_{p-1,q}\oplus D_{p,q-1}\subseteq \operatorname {Tot} (D)_{n-1}\,.}
Doppelkomplexe werden unter anderem benötigt, um zu beweisen, dass der Wert von {\displaystyle \operatorname {Tor} _{*}^{R}(M,N)} nicht davon abhängt, ob man M auflöst oder N.

## Eigenschaften
- Ein Kettenkomplex {\displaystyle (C_{\bullet },d_{\bullet })} ist genau dann exakt an der Stelle {\displaystyle i}, wenn {\displaystyle H_{i}(C_{\bullet },d_{\bullet })=0} ist, entsprechend für Kokettenkomplexe. Die (Ko-)Homologie misst also, wie stark ein (Ko-)Kettenkomplex von der Exaktheit abweicht.

- Ein Kettenkomplex heißt azyklisch, wenn alle seine Homologiegruppen verschwinden, er also exakt ist.

## Kettenhomomorphismus
Eine Funktion
{\displaystyle f\colon (A_{\bullet },d_{A,\bullet })\to (B_{\bullet },d_{B,\bullet })}
heißt (Ko-)Kettenhomomorphismus, oder einfach nur Kettenabbildung, falls sie aus einer Folge von Gruppenhomomorphismen {\displaystyle f_{n}\colon A_{n}\rightarrow B_{n}} besteht, welche mit dem Randoperator {\displaystyle d} vertauscht. Das heißt für den Kettenhomomorphismus:
{\displaystyle d_{B,n}\circ f_{n}=f_{n-1}\circ d_{A,n}}.
Für den Kokettenhomomorphismus gilt entsprechend
{\displaystyle d_{B}^{n}\circ f_{n}=f_{n+1}\circ d_{A}^{n}}.
Diese Bedingung stellt sicher, dass {\displaystyle f} Zykel auf Zykel und Ränder auf Ränder abbildet.
Kettenkomplexe bilden zusammen mit den Kettenhomomorphismen die Kategorie Ch(MOD R) der Kettenkomplexe.

## Euler-Charakteristik
Es sei {\displaystyle (C,d)} ein Kokettenkomplex aus {\displaystyle R}-Moduln über einem Ring {\displaystyle R}. Sind nur endlich viele Kohomologiegruppen nichttrivial, und sind diese endlichdimensional, so ist die Euler-Charakteristik des Komplexes definiert als die ganze Zahl
{\displaystyle \chi (C,d)=\sum _{i}(-1)^{i}\dim _{K}\mathrm {H} ^{i}(C,d)\in \mathbb {Z} .}
Sind auch die einzelnen Komponenten {\displaystyle C^{i}} endlichdimensional und nur endlich viele von ihnen nichttrivial, so ist auch
{\displaystyle \chi (C,d)=\sum _{i}(-1)^{i}\dim _{K}C^{i}\in \mathbb {Z} .}
Im Spezialfall eines Komplexes {\displaystyle C^{0}\to C^{1}} mit nur zwei nichttrivialen Einträgen ist diese Aussage der Rangsatz.
Etwas allgemeiner nennt man einen Kettenkomplex perfekt, wenn nur endlich viele Komponenten {\displaystyle C^{i}} nichttrivial sind und jede Komponente ein endlich erzeugter projektiver Modul ist. Die Dimension ist dann durch die zugehörige Äquivalenzklasse in der K0-Gruppe von {\displaystyle R} zu ersetzen und man definiert als Euler-Charakteristik
{\displaystyle \chi (C,d)=\sum _{i}(-1)^{i}[C^{i}]\in K_{0}(R).}
Ist jeder projektive Modul frei, etwa wenn {\displaystyle R} ein Körper oder ein Hauptidealring ist, so kann man von Dimensionen reden und erhält {\displaystyle K_{0}(R)\cong \mathbb {Z} } mit {\displaystyle [R^{n}]\,{\widehat {=}}\,n}. Dann fällt diese allgemeinere Definition mit der zuerst gegebenen zusammen.

## Beispiele
- Simplizialkomplex
- Der singuläre Kettenkomplex zur Definition der singulären Homologie und der singulären Kohomologie topologischer Räume.
- Gruppen(ko)homologie.
- Jeder Homomorphismus {\displaystyle f\colon A\to B} definiert einen Kokettenkomplex

{\displaystyle (C,d)=(\ldots \to 0\to 0\to A\to B\to 0\to 0\to \ldots ).}
Legt man die Indizes so fest, dass sich {\displaystyle A} in Grad 0 und {\displaystyle B} in Grad 1 befindet, so ist
{\displaystyle H^{0}(C,d)=\ker f} und {\displaystyle H^{1}(C,d)=\operatorname {coker} f.}
Die Euler-Charakteristik
{\displaystyle \dim \ker f-\dim \operatorname {coker} f}
von {\displaystyle (C,d)} wird in der Theorie der Fredholm-Operatoren der Fredholm-Index von {\displaystyle f} genannt. Dabei bezeichnet {\displaystyle \operatorname {coker} f} den Kokern von {\displaystyle f}.
- Ein elliptischer Komplex oder ein Dirac-Komplex ist ein Kokettenkomplex, der in der Globalen Analysis von Bedeutung ist. Diese treten zum Beispiel im Zusammenhang mit dem Atiyah-Bott-Fixpunktsatz auf.